# Ivan Mazepa

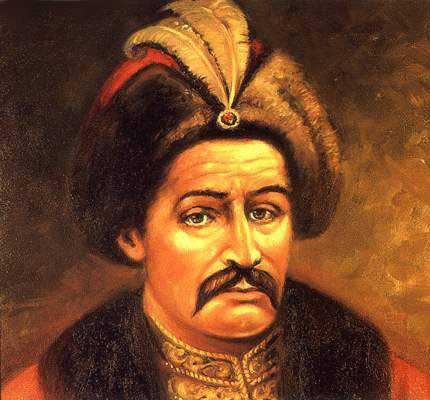
Hatmanul Ivan Mazepa.

Ivan Stepanovîci Mazepa (în ucraineană Іван Степанович Мазепа, n. 20 martie 1639, Mazepînți, Voievodatul Kievului⁠(d), Coroana Regatului Poloniei⁠(d), Polonia-Lituania – d. 21 septembrie 1709, Tighina, Imperiul Otoman) a fost un hatman al cazacilor zaporojeni din Ucraina în perioada 1687 – 1709. 
Este erou național în Ucraina, și dușman de moarte în Rusia, continuând să fie, la 300 de ani de la moarte, sub „afurisenia” Bisericii Ortodoxe.
Este considerat părintele ideii de independență a ucrainenilor.

## Biografie
A fost fiul lui Stepan-Adam Mazepa și Marina Mazepa (n. Mokievka) A studiat la Kyivan Mohyla Academy și la Colegiul Iezuit din Varșovia. În timp ce era paj la curtea regelui Ioan Cazimir al II-lea Vasa din Varșovia a fost trimis de rege la studii în Olanda. Între anii 1656-1659 a studiat arta artileriei în Deventer și a vizitat Germania, Italia, Franța și Țările de Jos. După întoarcerea la Varșovia a continuat serviciul său ca și curtean regal și între anii 1659-1663 a fost trimis cu diferite misiuni diplomatice în Ucraina. În anul 1663 Mazepa s-a întors în Ucraina pentru a-l ajuta pe tatăl său bolnav. După moartea tatălui său în 1665, l-a moștenit  ca paharnic ereditar la Cernihiv.
În anul 1669, Mazepa a intrat în serviciul hatmanului Petro Doroșenko în calitate de comandant de escadron, în Garda Hatmanului, iar ulterior a servit ca și cancelar al lui Doroșenko. Mazepa a luat parte la campania lui Doroșenko din 1672 împotriva Poloniei în Galiția și a servit în misiuni diplomatice , inclusiv în Crimeea și Turcia. În timpul unei misiuni din 1674 a fost capturat de atamanul (căpetenie de cazaci) zaporojean Ivan Sirko, care a fost forțat să-l predea lui Ivan Samoilovici, rivalul lui Doroșenko din stânga Niprului. Mazepa a câștigat repede încrederea lui Samoilovici și a țarului Petru cel Mare , a fost numit curtean al hatmanului și a fost trimis în numeroase misiuni la Moscova. A participat la campaniile din Cihirin din anii 1677-1678. În anul 1682 a fost numit esaul general al lui Samoilovici. Mazepa a fost ales ca nou hatman la 25 iulie 1687 de consiliul cazacilor care l-a destituit pe Samoilovici.
Programul politic al lui Mazepa a constat în sprijinirea hetmanatului căzăcesc pan-ucrainean, iar obiectivul său principal ca hatman a fost să unească toate teritoriile ucrainene într-un stat unitar. Mazepa a contribuit la dezvoltarea economiei Ucrainei, în special a industriei. A sprijinit învățământul (înființarea Colegiului din Cernihiv). A fost un protector generos al pictorilor și arhitecților, a finanțat construirea de biserici, ridicate în stilul baroc căzăcesc în Kiev, Cernihiv, Pereiaslav, Baturin etc. A finanțat tipărirea uneoi Evanghelii în l. arabă, în Alep, în 1708.
Mazepa a participat cu 5000 cazaci la războiul ruso-suedez din 1708-1709, condus de regele Carol al XII-lea al Suediei, care s-a terminat cu înfrângerea coaliției anti-ruse în bătălia de la Poltava, din 8 iulie 1709. Carol al XII-lea și Mazepa s-au refugiat pe teritoriul moldovean, mai întâi la Varnița, apoi la Bender (Tighina). Bătrân și bolnav, Mazepa a murit la Bender în 21 septembrie (stil vechi) 1709.
Mazepa a rămas un simbol al independenței Ucrainei.  
În cinstea lui în parcul de pe str. Basarabiei din Galați este ridicată o statuie, iar două cartiere centrale din Galați îi poartă numele: Mazepa I și Mazepa II. Motivul îl constituie faptul că Mazepa a fost îngropat în biserica Sf. Gheorghe din oraș. Mormântul a fost profanat de mai multe ori, până când a dispărut cu ocazia demolării bisericii în 1962. Pe locul bisericii s-au construit blocuri.
Evenimentele vieții lui Mazepa au inspirat numeroase opere literare și muzicale, atât în spațiul Europei de Est, cât și în Occident. Aceasta e o selecție limitată:
- Lord Byron – Mazeppa, poem (1818)
- Alexandr Pușkin – Poltava, poem (1828–1829)
- Victor Hugo – Mazeppa, poem (1829)
- Juliusz Słowacki – Mazepa, piesă de teatru (1840)
- Franz Liszt – Mazeppa, poem simfonic (1851); Studiu transcendental nr. 4.
- Piotr Ilici Ceaikovski – Mazepa, operă (1881–1883)

Detalii pot fi găsite în articolul în limba engleză: Cultural legacy of Mazeppa